# Jason Cerbone
Jason Cerbone est un acteur américain né le 2 novembre 1977 à Yonkers, New York (États-Unis).

## Biographie
Jason Cerbone est né le 2 novembre 1977 à Yonkers, New York (États-Unis).
Il a étudié à l'Université Concordia, avec un diplôme en biologie.

### Vie privée
Il est marié à Beth Cerbone depuis 2004. Ils ont deux enfants.

## Filmographie

### Cinéma

#### Longs métrages
- 1988 : Mafia Kid (Spike of Bensonhurst) de Paul Morrissey : Un membre du gang
- 2003 : Les Maîtres du jeu (Shade) de Damian Nieman : Dean Stevens jeune
- 2005 : Deepwater de David S. Marfield : Sal
- 2008 : Cloverfield de Matt Reeves : Un policier
- 2009 : L'Attaque du Métro 123 (The Taking of Pelham 1 2 3) de Tony Scott : Officier Davis

#### Courts métrages
- 2004 : Brando from the Neck Down de Jay Lowi : Le producteur
- 2009 : Merging de Charles Messina : Frank Yale
- 2018 : Passaic de Douglas Underdahl : Jake

### Télévision

#### Séries télévisées
- 2000-  2001 : Les Soprano (The Sopranos) : Jackie Aprile Jr.
- 2002 : New York 911 (Third Watch) : Kyle Prescott
- 2002 : Paper Soldiers (en) : Mikey O.
- 2004 : New York Police Blues (NYPD Blue) : Officier Ted Keogh
- 2004 : Urgences (ER) : Olivier
- 2005 : Jonny Zéro : L.D.
- 2005 : Les Experts : Manhattan (CSI: NY) : Tony Reanetti
- 2005 : Deepwater : Sal
- 2005 : Les Experts : Miami (CSI: Miami) : Steve Gabler
- 2006 : Ce que j'aime chez toi (What I Like About You) : Michael Meladeo
- 2007 : New York, section criminelle (Law and Order: Criminal Intent) : Rudy Ventano
- 2010 : New York, police judiciaire (Law and Order) : Bruce Tipton
- 2011 : Breakout Kings : August Tillman
- 2012 - 2016 : New York, unité spéciale (Law and Order: Special Victims Unit) : Lorenzo Desappio
- 2014 : Unforgettable : Bobby D'Amato
- 2014 : Blue Bloods : Detective Johnny Vassallo
- 2014 - 2016 : Power : Détective Ed Donato
- 2016 : Conviction : Anthony Scarlata
- 2016 : Shades of Blue : Un agent

### Clip
- 1987 : Suzanne Vega : Luka : Luka[1]